# Rosa Brugat Batlle
Rosa Brugat Batlle (La Junquera, Gerona 1956) es una artista contemporánea española cuyo trabajo se centra en crear proyectos y acciones que responden a problemas sociales y principalmente los relacionados con las mujeres en la sociedad empleando diversas técnicas como performances, transvestismo, fotografía, vídeoarte e instalaciones para recrear diferentes personajes.

## Biografía y trabajos
Nacida en el municipio de La Junquera, estudió arquitectura de interiores, artes visuales y guion de cine. El inicio de su trabajo y carrera artística comienza a principios de la década de los 90 en las Galerías de Figueres (Galería d´art y Galería Fòrum), y posteriormente en colaboración con la Galeria Broadway en la ciudad de Nueva York. Años después volvería a trabajar en 2003 y 2006 con la exposición de "La feme" en la Galería Trece y en la Galería Rene Metras, y más tarde (en 2013) con el Festival de video-art Loop. Actualmente, y desde el año 2015, trabaja con la Galería Magda Bellotti.
Su obra ha sido presentada en varios museos, como el Museo de l´Empordà, Museo de Arte en Gerona, con exposiciones como" Asuntos del corazón" o " Històries del cor". Participó en el Maratón de vídeo de Mujeres en las Artes Visuales realizado en La Casa Encendida (2013-2014) comisariado por Susana Blas.
Siendo característica la reflexión planteada en 2013 en el contexto del Museo Darder de Bañolas por el poeta Jordi Colomer donde Rosa Brugat junto con las artistas Elena Font Roda y Clara Oliveras se servirían de las piezas expuestas para crear un imaginario con el fin de convertirse en las ilustraciones del poemario “L’ull del recol.lector", desencadenando una exposición temporal en el mismo museo, conocida como "Historia Artificial". Rosa Brugat dentro de esta revisión de los fondos del museo plantea el estudio de la Historia a modo de regresión.
Uno de sus últimos trabajos realizado durante su viaje a Japón, es el vídeo "Aligatou Gozaimasu" (2015), donde estudia a través de su cámara las costumbres, el tiempo y la vida del mundo de las geishas. Posteriormente formará parte del proyecto Bienal Miradas de Mujer (2016) organizado por MAV. 
Cuestiones de género también son tratadas en sus obras, como por ejemplo en el vídeo "¿Qué piensan las sirenas?" expuesto en Gerona en el interior de la capilla de San Nicolas de Bolit premiado por la Beca Kreas, o dentro de otro de sus trabajos como "Mona de Seda", presentado en la Casa de la cultura de Gerona.
Como artista feminista forma parte de la junta directiva de la asociación Mujeres en las Artes Visuales.

## Obras destacadas
- Arigatou Gozaimasu[9]
- ¿Qué piensan las sirenas?[10]

- El ahorcado

- Mona de seda[11]
- Buenas noches
- Per sempre?
- Mi Yo Yo[12]